# Guerre de Saint-Sardos
La guerre de Saint-Sardos est un conflit militaire qui oppose la France et l'Angleterre dans le duché d'Aquitaine au cours de l'année 1324. Les tensions en Aquitaine sont dues à la volonté de la France d'affirmer sa mainmise sur le duché, fief du roi de France détenu par le roi d'Angleterre. Cette brève campagne militaire se solde par une nette défaite anglaise. Elle conduit indirectement à la chute du pouvoir d'Édouard II d'Angleterre dès 1326, tandis que la victoire française et la non-rétrocession de toute l'Aquitaine servent plus tard de prétexte aux Anglais pour déclencher la guerre de Cent Ans.

## Contexte juridico-politique
Sous le règne de Philippe IV le Bel et de ses fils, la monarchie française acquiert un pouvoir plus important qu'auparavant, et ce aux dépens de la noblesse. L'un des principaux outils de ce renforcement de la monarchie est le Parlement de Paris, qui permet au peuple de faire appel des décisions des cours de justice locales. Pendant ces appels, les possessions où il y a litiges sont sous la protection directe de la couronne, réduisant ainsi l'un des privilèges les plus importants des nobles : celui de la juridiction sur leurs propres terres. À ce titre, les rois de France considèrent les ducs d'Aquitaine, qui sont aussi rois d'Angleterre, comme leurs vassaux. Les Plantagenêts, qui veulent garantir la possession de leurs terres gasconnes, voient d'un mauvais œil la baisse de leur juridiction sur leurs territoires français. Le roi d'Angleterre Édouard II a épousé en 1308 Isabelle, fille de Philippe le Bel. Le roi de France a ainsi la possibilité de maîtriser ce roi faible par son mariage avec Isabelle. Édouard, en tant que duc d'Aquitaine, doit rendre l'hommage au roi de France. Pendant les festivités de son mariage, Édouard rend l'hommage à son beau-père. Il échappe à l'hommage sous le règne de Louis X le Hutin mais doit une nouvelle fois l'accomplir, avec réticence, en 1320 auprès de Philippe V le Long. L'instabilité qui règne ensuite en Angleterre lors de la guerre des Despenser pousse Édouard II à refuser de rendre l'hommage lorsque Charles IV le Bel ceint la couronne de France en 1322.
Les relations entre la France de Charles IV le Bel et l'Angleterre d'Édouard II sont d'abord très cordiales à l'avènement de Charles. Charles de Valois, oncle du roi de France, propose au roi d'Angleterre de marier sa fille Marie avec le prince héritier Édouard de Windsor. Il envoie une ambassade à Londres qui se montre si complaisante avec Édouard II qu'elle accepte de le suivre lors de sa campagne contre les Écossais, et finit par tomber entre les mains de ceux-ci. Édouard reporte le projet de mariage lorsque son ancien opposant Roger Mortimer s'évade le 1er août 1323 de la tour de Londres pour venir se réfugier en France. Peu après, le roi d'Angleterre envoie une ambassade auprès de Charles IV et du comte de Valois. Il réclame la livraison de Mortimer mais le roi de France refuse. L'Anglais décide alors de prétexter un degré de parenté trop élevé pour annuler le mariage entre son fils et Marie de Valois. Quant au roi de France, il rappelle à Édouard qu'il n'a toujours pas prêté hommage pour l'Aquitaine.

## L'incident de Saint-Sardos
La situation s'envenime franchement en octobre 1323 avec l'affaire de la bastide de Saint-Sardos. Ce village est sous la juridiction du roi d'Angleterre ainsi que son prieuré bénédictin. Or, le prieuré dépend du diocèse de Sarlat, qui se trouve en dehors de l'Aquitaine. En 1318, un abbé avait demandé au Parlement de Paris de déclarer Saint-Sardos exempt de la juridiction du roi Édouard et proposé d'y construire une bastide. En décembre 1322, le Parlement se prononce en faveur de l'abbé. Le 15 octobre 1323, un sergent français arrive à Saint-Sardos et commence à ériger une bastide portant les armoiries du roi de France. Les propriétaires terriens aquitains n'apprécient pas cette démonstration de force. Ils craignent que la nouvelle bastide attire les gens du commun résidant sur leurs terres et fasse ainsi diminuer leurs propres revenus. La nuit suivant l'arrivée du sergent, Raymond-Bernard, seigneur de Montpezat, envahit Saint-Sardos. Il incendie le village et fait pendre le sergent au mât de sa propre bastide. Ralph Basset, sénéchal de Gascogne, a rencontré Raymond-Bernard deux jours seulement avant l'attaque. Charles IV accuse Basset d'avoir autorisé l'exécution illégale du sergent.
Édouard II est profondément embarrassé par ce litige, et craint l'irruption d'une crise diplomatique avec la France. Informé cinq semaines plus tard de l'incident, Édouard s'empresse immédiatement d'envoyer une lettre d'excuse à Charles IV, dans laquelle il affirme son innocence et promet de punir les coupables. Entretemps, une commission est créée à Paris pour enquêter sur les faits. Ralph Basset est convoqué par cette commission mais il refuse de s'y présenter, avançant des excuses peu convaincantes. Le 21 décembre 1323, le légiste du roi d'Angleterre à Paris est arrêté en représailles et enfermé au Châtelet. Les ambassadeurs anglais rencontrent Charles IV à Limoges, où il a passé Noël. Le roi de France accepte les excuses personnelles d'Édouard II, mais pas celles de Basset et de Montpezat. Il leur ordonne de comparaître devant lui le 23 janvier 1324, mais aucun ne se présente. En février, ils sont déclarés hors-la-loi et leurs biens sont confisqués par la couronne de France. Les sénéchaux français de Toulouse et de Périgueux reçoivent l'ordre d'envahir le duché d'Aquitaine et de prendre possession du château de Montpezat par la force. L'ordre n'est pas exécuté, car Édouard II a ordonné à Montpezat de défendre son château en son nom.
Les Anglais emploient tous les moyens possibles pour prolonger la procédure sans faire de grandes concessions. Basset est rappelé en mars 1324. En avril, une ambassade est envoyée en France avec pour instructions de négocier un règlement pacifique. Cette ambassade est dirigée par Edmond de Woodstock, comte de Kent, et l'archevêque irlandais Alexander de Bicknor. Kent dispose de peu de temps car Charles IV a ordonné à son armée de se rassembler aux frontières de l'Aquitaine à Moissac le 10 juin. Les ambassadeurs anglais reçoivent un accueil glacial lorsqu'ils arrivent à Paris. Ils promettent d'abord la reddition de Montpezat, et la venue prochaine d'Édouard II pour rendre l'hommage à Amiens le 1er juillet. Ils se rendent ensuite à Bordeaux pour que l'accord soit appliqué. Ils y constatent alors que l'implication du roi de France dans ce litige a causé beaucoup d'indignation parmi la noblesse locale. Le comte de Kent change donc d'avis et décide de résister face aux pressions françaises. Une nouvelle ambassade anglaise est envoyée, avec à sa tête Aymar de Valence, comte de Pembroke. Ce dernier a pour ordre de persuader Charles IV de repousser l'hommage et d'accepter de remettre Montpezat en otage aux Français en l'attente de l'hommage. Cependant, le comte de Pembroke meurt subitement en route à Amiens le 23 juin. Lorsque le reste de l'ambassade arrive enfin à Paris, il est déjà trop tard : Charles vient de confisquer l'Aquitaine.

## Déroulement du conflit
Le roi de France confie à son oncle Charles de Valois la tête d'une forte expédition chargée de mettre au pas la Gascogne. Valois combat aux côtés des plus hauts princes du royaume : Philippe d'Évreux, Robert d'Artois, Louis de Bourbon, le connétable Gaucher de Châtillon, Miles de Noyers et enfin son propre fils Charles. Il est par ailleurs soutenu par les puissants comtes du sud du royaume que sont Gaston II de Foix-Béarn et Amanieu VII d'Albret. Pour lui faire face, le roi d'Angleterre a dépêché son frère Edmond de Woodstock, comte de Kent. Nommé lieutenant général du roi, Valois s'avance vers le sud. Il est à Dourdan le 19 juillet 1324, à Cahors le 8 août. Il exige la reddition d'Agen qui obtempère le 15 août. Il s'empare ensuite de Port-Sainte-Marie et d'autres bourgs mais échoue devant Saint-Sever et Puymirol. Finalement, l'ost arrive devant La Réole le 25 août et met le siège devant la puissante forteresse. C'est à cette occasion qu'est utilisée pour la première fois l'artillerie à poudre en Europe. Au début du siège, les Anglais effectuent une sortie qui coûte notamment la vie au comte de Boulogne. Après les avoir péniblement refoulés, Charles de Valois bloque la ville et l'encercle d'engins de siège et d'artillerie. Ce siège meurtrier dure cinq semaines avant qu'Edmond de Woodstock ne consente à se rendre. 
Le frère du roi d'Angleterre signe une trêve le 22 septembre. La ville est rendue le lendemain et des otages sont livrés aux Français. Édouard II a jusqu'à Noël pour signer cette trêve qui court jusqu'aux octaves de Pâques 1325. Ces conditions sont jugées bien douces à Paris, d'autant plus que Valois a laissé le comte de Kent en liberté, le faisant même escorter jusqu'à Bordeaux par son fils Charles. L'expédition est cependant une réussite, puisque les Anglais ne possèdent plus alors en Gascogne que quelques places de faible importance. Valois renforce la forteresse de La Réole et y installe une garnison, tout en faisant raser le château de Montpezat dont le sire, responsable de la guerre, est mort peu avant. Le 11 décembre 1324, il est de retour à Paris. Édouard II ne s'en tient cependant pas pour dit et accuse Charles de Valois de l'avoir attaqué à l'improviste. Devant la mauvaise volonté du roi d'Angleterre, Charles IV convoque son oncle à Bergerac pour reprendre la campagne le 1er mai suivant.

## Négociations de paix

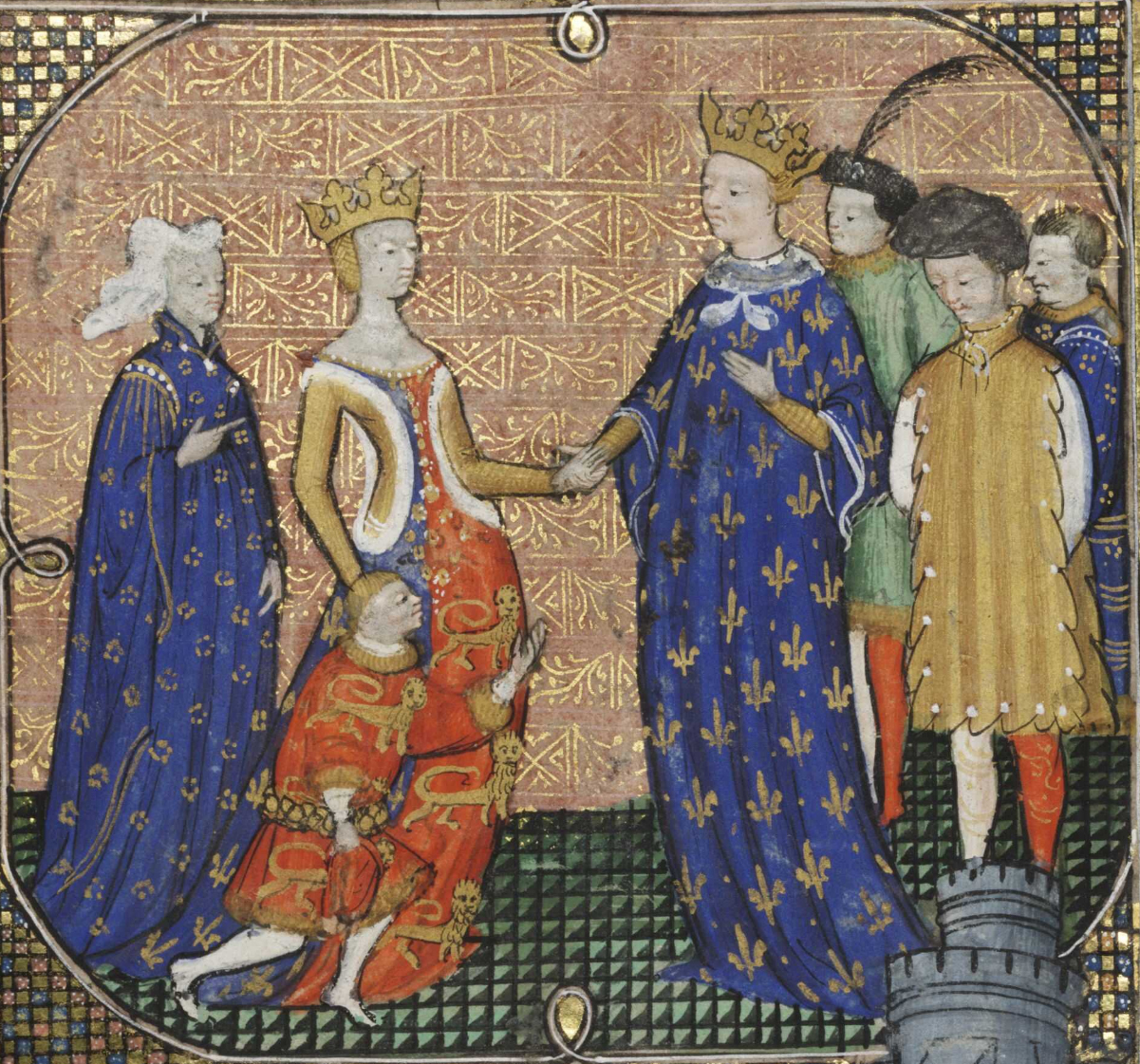
Isabelle guide son fils aîné Édouard de Windsor lors de l'hommage rendu à Charles IV le Bel.

Édouard II ne veut toujours pas se rendre en France pour y rendre hommage. En effet, la situation en Angleterre est instable : il y a eu plusieurs conspirations visant à assassiner le roi et son favori Hugues le Despenser. Édouard sait que s'il quitte le pays, les barons qui lui sont hostiles prendront les armes. Charles IV envoie un message au pape Jean XXII pour l'informer qu'il est prêt à lever la confiscation si Édouard cède l'Agenais et rend hommage pour le reste des terres : le pape propose d'envoyer la reine d'Angleterre Isabelle comme négociatrice. Isabelle accepte, ravie de quitter son époux et son favori qui ne cessent de l'humilier. Elle embarque le 9 mars 1325 pour la France.
À Paris, Isabelle parvient dès le 31 mai à ménager une nouvelle trêve en Aquitaine, à la condition que le jeune prince Édouard de Windsor vienne rendre l'hommage au nom de son père. Le prince arrive en France et rend l'hommage à Charles IV le 24 septembre 1325. Mais, au lieu de rentrer en Angleterre, Isabelle reste à la cour de son frère Charles IV, où elle rassemble des barons anglais exilés hostiles à Édouard et Despenser. Elle entame même une relation amoureuse avec Roger Mortimer. Charles IV, qui soutient sa sœur, refuse quant à lui la restitution des terres à Édouard II, ce qui aboutit à un accord provisoire au début de l'année 1326, aux termes duquel Édouard recouvre l’administration des territoires demeurant anglais, tandis que le roi de France continue à occuper le reste,.
Isabelle et ses partisans partent pour le Hainaut en juillet 1326, où elle recrute des mercenaires et obtient un soutien financier important. Le 24 septembre 1326, Isabelle et son armée modeste accostent en Angleterre. Malgré leurs maigres effectifs, les rebelles sont rejoints par la plupart des barons d'Angleterre, qui ne tolèrent plus le règne despotique d'Édouard et son favori. Le roi et Hugues le Despenser sont capturés peu après : Despenser est immédiatement exécuté, le roi est déposé par le Parlement et le jeune prince Édouard monte sur le trône sous le nom d'Édouard III en janvier 1327. Le jeune roi se dépêche de signer un nouveau traité le 31 mars 1327 avec Charles IV : celui-ci laisse aux Anglais la plupart de leurs possessions en Aquitaine, à l'exception de l'Agenais. Cette « clause agenaise » suscite le mécontentement des barons anglais et est l'un des motifs du déclenchement de la guerre de Cent Ans en 1337.

## Dans la fiction
Le siège de La Réole est décrit dans le cinquième tome de la suite romanesque Les Rois maudits de Maurice Druon, intitulé La Louve de France.